# Dipartimenti degli Stati Confederati d'America
I Dipartimenti erano gli Enti di base dell'Organizzazione Territoriale militare degli Stati Confederati d'America.
Furono costituiti i seguenti Dipartimenti (in ordine di data di costituzione):
- Dipartimento della Louisiana, noto anche come Armata della Louisiana, 22 febbraio 1861 – 17 aprile 1861
- Dipartimento del Texas, 11 aprile 1861 - 20 agosto 1862
- Dipartimento di Alexandria, noto anche come Fronte di Alexandria e Dipartimento del Potomac, 21 aprile 1861 – 20 giugno 1861
- Dipartimento di Fredericksburg, noto anche come Fronte del Potomac, 22 aprile 1861 – 22 ottobre 1861
- Dipartimento della Penisola, noto anche come Fronte di Hampton, Distretto di Yorktown ed Armata della Penisola, 21 maggio 1861 – 12 aprile 1862
- Dipartimento N. 1, 27 maggio 1861 – 25 giugno 1862
- Dipartimento N. 2, noto anche come Dipartimento Occidentale, 4 luglio 1861 – 25 luglio 1863
- Dipartimento della Florida Centrale ed Orientale noto anche come Dipartimento della Florida, 21 agosto 1861 – 7 ottobre 1862
- Dipartimento della Carolina del Sud, 21 agosto 1861 – 5 novembre 1861
- Dipartimento dell'Alabama e Florida Occidentale, 14 ottobre 1861 – 29 giugno 1862
- Dipartimento di Norfolk, 15 ottobre 1861 – 12 aprile 1862
- Dipartimento di Henrico, 21 ottobre 1861 – 5 maggio 1864
- Dipartimento della Virginia Settentrionale, 22 ottobre 1861 – 9 aprile 1865
- Dipartimento della Georgia, 26 ottobre 1861 – 5 novembre 1861
- Dipartimento del Tennessee Orientale, 21 marzo 1862 – 23 maggio 1864
- Dipartimento dell'Oltre Mississippi, 26 maggio 1862 – 26 maggio 1865
- Dipartimento del Mississippi Meridionale e Louisiana Orientale, Sottosezione del Dipartimento n. 2, 26 giugno 1862 – 2 luglio 1862
- Dipartimento del Mississippi e Louisiana Orientale, 1º ottobre 1862 – 28 gennaio 1864
- Dipartimento dell'Ovest, noto anche come Comando Geografico del Gen. Joseph Eggleston Johnston, 24 novembre 1862 – 23 dicembre 1863
- Dipartimento di Richmond, 1º aprile 1863 – 2 aprile 1865
- Dipartimento dell'Alabama, Mississippi e Louisiana Orientale, 28 gennaio 1864 – 4 maggio 1865
- Dipartimento del Tennessee e Georgia, già denominato Dipartimento del Tennessee, 15 agosto 1864 – 26 aprile 1865

Per i seguenti Dipartimenti, a causa di discordanza delle fonti, sono in corso ulteriori approfondimenti.
- Dipartimento N. 8
- Dipartimento della Virginia Meridionale e del Tennessee Orientale
- Dipartimento della Carolina del Nord
- Dipartimento della Carolina del Sud e Georgia, ??? - 7 ottobre 1862
- Dipartimento della Carolina del Sud, Georgia e Florida, 7 ottobre 1862 - ???
- Dipartimento del Territorio Indiano